# Поль Рейно
Поль Рейно (фр. Paul Reynaud фр.: [pɔl ʁɛno]; * 15 жовтня 1878 — † 21 вересня 1966) — французький політик і юрист періоду між двома світовими війнами, прихильник економічного лібералізму, запеклий противник Німеччини. Передостанній прем'єр-міністр Франції в період Третьої республіки, віце-президент правоцентристської партії Демократичний республіканський альянс. В'язень «Целленбау».
Обраний до Палати депутатів у 1946, він знову став помітною фігурою у політичному житті Франції, працюючи на кількох посадах у кабінеті міністрів. Він виступав за створення Сполучених Штатів Європи та брав участь у розробці конституції П’ятої республіки, але пішов у відставку в 1962 через розбіжності з президентом де Голлем щодо змін у виборчій системі.

## Біографія

### Молодість, політична кар'єра
Рейно народився в Барселоннетті, Нижні Альпи. Батько Рейно був успішним текстильним промисловцем. Завдяки спроможності сім'ї Рейно отримав можливість вивчати право в Сорбоннському університеті.
Був членом Палати депутатів з 1919 по 1924, представляючи Нижні Альпи, і знову був обраний в 1928 році від Парижа. Хоча вперше Рейно був обраний від консервативного блоку «Синій обрій», незабаром після цього він перейшов у правоцентристський Демократичний альянс і пізніше став віце-головою партії.
У 1920-і роки Рейно придбав репутацію як прихильник більш м'яких умов репарацій, у той час як більшість французьких політиків вимагали жорстких умов для Німеччини. У 1930-і роки, особливо після приходу до влади нацистів, Рейно посилив своє ставлення до Німеччини. Він був прихильником міцного союзу з Великою Британією і, на відміну від більшості французьких правих, поліпшення відносин з СРСР на противагу гітлерівської Німеччини.
На початку 1930-х років неодноразово займав пости в уряді, проте в 1932 році розійшовся зі своєю партією з питань французької оборонної та зовнішньої політики і не отримував постів в уряді до 1938 р. Як і Вінстон Черчілль, Рейно виглядав відступником у своїй партії і нерідко залишався на самоті, коли закликав до переозброєння і попереджав про загрозу посилення Німеччини. Підтримував теорію механізованої війни Шарля де Голля на противагу доктрині статичної оборони, яка була популярна в ту епоху серед французів під враженням від 1-ї світової війни й виразом якої стало спорудження Лінії Мажино. Рейно також був противником політики умиротворення німецького агресора. Також Рейно розійшовся з керівництвом своєї партії з питання про економічну політику, оскільки він відстоював необхідність девальвації франка для виходу з економічної кризи. П'єр Етьєн Фланден, керівник Демократичного альянсу, погодився з низкою економічних пропозицій Рейно, зокрема, з вимогою вести політику економічного лібералізму.

### Повернення в уряд
Рейно був призначений у 1938 році міністром юстиції в кабінеті Даладьє. Судетська криза, яка вибухнула незабаром після його призначення, знову виявила розбіжності між Рейно та іншими політиками Демократичного альянсу. Рейно не був згоден з примусом Чехословаччини до поступок Німеччини, тоді як лідер партії Фланден вважав, що якщо стимулювати Німеччину до розширення на схід, це призведе до конфлікту між двома державами і ослабить обидві. У результаті конфлікту з ним Рейно вийшов з партії і став незалежним політиком, але попри це, зберіг підтримку Даладьє, чия «політика закритості» була близька поглядам Рейно.
Незважаючи на зіткнення з провідними політиками, Рейно мріяв обійняти посаду міністра фінансів. Він був прихильником радикально-ліберальної економічної політики, яка, на його думку, дозволила б вивести французьку економіку із застою. Він пропонував відмовитися від надмірного державного регулювання, у тому числі відмовитися від 40-годинного робочого тижня. Поняття «дерегуляція» було дуже популярним серед французьких підприємців і Рейно вважав, що дерегуляція — найкращий спосіб для Франції повернути довіру інвесторів. Уряд Леона Блюма впав у 1938 році в результаті спроб Блюма розширити регулюючі повноваження уряду; у Франції дозріла широка підтримка альтернативних підходів, подібних тому, прихильником якого був Рейно.
Поль Маршандо, якого Даладьє спочатку призначив міністром фінансів, запропонував помірну програму економічних реформ, яка не задовольнила Даладьє. Рейно і Даладьє обмінялися міністерськими портфелями, в результаті чого Рейно з успіхом здійснив свої радикальні ліберальні економічні реформи. Завдяки успіху реформ уряд витримав короткочасне жорстке протистояння з опозицією. Рейно звернувся безпосередньо до ділового світу Франції: «Ми живемо в капіталістичній системі. Щоб вона функціонувала, ми повинні дотримуватися законів. Є закони прибутку, індивідуального ризику, вільних ринків і зростання через конкуренцію».
Реформи Рейно виявилися винятково успішними; була впроваджена програма суворої економії (хоча витрати на озброєння не були скорочені), у зв'язку з чим французькі запаси зросли з 37 млрд франків у вересні 1938 року до 48 млрд франків рік тому, напередодні війни. Важливішим є той факт, що промислове виробництво Франції підскочило з 76 % до 100 % (за еталон прийнятий рівень 1929 року) з жовтня 1938 по травень 1939. До початку війни, проте, Рейно не прагнув домогтися зростання французької економіки будь-яку ціну, він вважав, що зайвий приріст витрат перед війною зіграє згубну роль для французької економіки.
Французькі праві сили займали двоїсту позицію по відношенню до війни в кінці 1939 — початку 1940 років, Вважаючи значнішою загрозою СРСР. Зимова війна між СРСР і Фінляндією в значній мірі зняла цю проблему; Даладьє відмовився надіслати допомогу фінам, в той час як війна з Німеччиною продовжилася. Звістка про радянсько-фінському перемир'я в березні 1940 р. змусило Фландена і Лаваля провести таємні засідання законодавчого органу, який денонсував дії Даладьє; уряд ліг 19 березня. Через два дні Рейно був призначений прем'єр-міністром Франції .

### Прем'єр-міністр і в'язень концтабору
Хоча Рейно набував все більшої популярності, Палата депутатів обрала Рейно на посаду прем'єр-міністра з перевагою всього в один голос, причому більшість депутатів від його партії утрималися. Більше половини голосів Рейно отримав від соціалістів. Маючи широку підтримку зліва і опозицію праворуч, уряд Рейно виявився нестійким; багато правих критиків вимагали, щоб Рейно вплутався у війну проти СРСР замість війни з Німеччиною. Палата депутатів також нав'язала йому Даладьє, якого Рейно вважав особисто відповідальним за слабкість Франції, на посаду міністра оборони. Одним з перших кроків уряду Рейно була спільна декларація з британським прем'єр-міністром Н. Чемберленом про те, що жодна з двох країн не укладе сепаратного миру з противником.
Рейно відкидав будь-які пропозиції, засновані на «стратегії тривалої війни», де Франція розраховувала вимотати суперника. Навпаки, Рейно вважав, що війна має поширитися на Балкани і Північну Європу; йому вдалося організувати кампанію союзників у Норвегії, хоча та й закінчилася поразкою. Рішення британців відступити 26 квітня стало причиною особистої поїздки Рейно до Британії, де він відстоював необхідність захищати Норвегію до кінця.
Битва за Францію почалася менш ніж через два місяці після вступу Рейно на посаду. 15 травня, через п'ять днів після нападу Німеччини, Рейно зв'язався зі своїм британським колегою і заявив йому: «Нас розгромили…; фронт прорваний близько Седана». У той же час, Шарль де Голль, якого Рейно тривалий час підтримував і який був одним з небагатьох успішних генералів під час кампанії 1940 року, отримав звання бригадного генерала і був призначений заступником міністра оборони.
Зважаючи на постійне погіршення військового становища Франції Рейно був змушений погодитися з призначенням Ф. Петена на посаду державного міністра. Незабаром після окупації Франції, Петен і його прихильники стали чинити тиск на Рейно, щоб той підписав сепаратний мир з німцями. Рейно відмовився в цьому брати участь і 16 червня пішов у відставку. Петен очолив новий уряд і підписав перемир'я 22 червня. За його наказом Рейно був арештований, однак Петен не став організовувати над ним суд, а передав до рук німців, які тримали його в «бункері» «Целленбау» (концтабір «Заксенгавзен») до кінця війни. Рейно був звільнений союзниками біля м. Вергля, Австрія, 7 травня 1945.

### Післявоєнний період
Після війни Рейно знову був обраний до Палати депутатів у 1946 р. Неодноразово займав міністерські посади і продовжував грати важливу роль у французькій політиці, хоча його спроби сформувати уряд у 1952 і 1953 роках виявилися безуспішними. Рейно підтримував ідею Сполучених штатів Європи. Він же був головою консультативного комітету, який склав конституцію П'ятої республіки . У 1962 р. Рейно виступив проти спроби свого старого друга де Голля відмовитися від системи колегії вибірників на користь прямого голосування і в тому ж році пішов у відставку.
У 1949 році Рейно повторно одружився у віці 71 року і став батьком трьох дітей. Помер він 21 вересня 1966 року у Нейі-сюр-Сен.